# Ugerevy 1946/28
|  | Denne artikel er oprettet af botten Steenthbot ud fra en ekstern database. Den kan derfor have sproglige fejl eller mangler. Denne skabelon kan fjernes efter kontrol af indholdet. |

Ugerevy 1946/28 er en dansk dokumentarisk optagelse fra 1946.

## Handling
1. Viborgdagene 1946. Historisk optog med "Danmarks Frihedskamp gennem tiderne" (OBS! Kun lyden er bevaret: Gunnar Nu Hansens speak og musik).

2. Kongen og dronningen tager sommerophold på Marselisborg Slot. Folkets modtagelse på havnepladsen. På den kilometerlange rute gennem byen med opsatte flagalleer og æresport står folk i tætte rækker. (OBS! De første 30 sek. af reportagen er uden billeder).

3. Rebildfesten 4. juli 1946 samler mere end 35.000 mennesker. Kronprins Frederik er til stede ved festen.

## Medvirkende
- Kong Christian X
- Dronning Alexandrine
- Kong Frederik IX